# Grb Monaka
Grb Monaka je kneževski simbol suverenoga kneza Alberta II. od Monaka i presvijetle kneževske obitelji Grimaldi.

## Opis
Središnji štit, heraldički rečeno sadrži motiv fusily ili lozeny y argent and gules (zapravo šahovsko polje s poljima u obliku znaka karo). Monasi koji su držači štita aludiraju na osvajanje Monaka 1297. godine. Tada je Francois Grimaldi ušao u grad s vojnicima prerušenim u monahe, s mačevima skrivenim ispod mantija. Ogrlica oko štita simbol je Reda sv. Karla.
Ispod je moto obitelji Grimaldi: Des Juvanti  (s Božjom pomoći).